# Stierkopf-Dungkäfer
Onthophagus taurus (auch Stierkopf-Dungkäfer) ist eine Dungkäferart aus der Familie der Blatthornkäfer (Scarabaeidae).
Der Gattungsname Onthophagus von griechisch ὄνϑος ‚onthos‘ und φάγος ‚phagos‘ bedeutet ‚Mistfresser‘. Das Artepitheton taurus ist das lateinische Wort für Stier und wurde aufgrund der hornartigen Auswüchse bei manchen Männchen dieser Art gewählt.

## Merkmale
Die 5,5–11 Millimeter langen Tiere sind von gewölbter, gedrungener und kurzovaler Gestalt. Die Färbung ist meistens einheitlich mattschwarz, selten sind nur die Flügeldecken schwarz, oder aber das gesamte Tier schwarz- bis rotbraun gefärbt. Manchmal weist der Halsschild einen schwachen metallischen Schimmer auf oder ist an der Basis rötlich-braun gerandet. Die Fühlerfahne ist dunkel. Die Basis des Halsschildes ist fein gerandet, seine Vorderwinkel sind etwas vorgezogen und die Hinterwinkel schwach ausgerandet. Die flachen Flügeldeckenzwischenräume sind fein und spärlich punktiert, die dazwischenliegenden Streifen dagegen deutlich. Die Seiten und die Spitze der Flügeldecken weisen eine kurze Behaarung auf. Das Pygidium ist gerandet, matt dunkel gefärbt und fein punktiert.
Kopf und Halsschild zeigen bei Onthophagus taurus einen deutlichen Geschlechtsdimorphismus. Dieser besteht vor allem in der Ausprägung von zwei Querleisten auf dem Kopfschild, von denen die vordere ‚Stirnleiste‘, die hintere ‚Scheitelleiste‘ genannt wird.
Der Kopf der Männchen ist stark aufgebogen und leicht zugespitzt. Stirn und Scheitel sind fein und spärlich punktiert. Die Stirnleiste fehlt meist oder ist nur sehr schwach entwickelt. Die Scheitelleiste ist bei großen Tieren in zwei lange, schlanke, gebogene Hörner nach hinten ausgezogen. Diese sind aber oft und besonders bei kleineren Exemplaren verkürzt oder zu zwei stumpfen Höckern am Ende einer erhöhten Querleiste reduziert. Der Halsschild fällt beim Männchen schräg nach vorn ab, weist in der Mitte einen Längseindruck auf und ist oberhalb davon leicht beulenartig aufgetrieben. Der gesamte Halsschild ist nur äußerst fein, zur Basis hin noch feiner werdend punktiert.
Bei den Weibchen ist die Stirnleiste deutlich ausgebildet, die Scheitelleiste nur einfach geformt. Erstere ist schwach gebogen, letztere kurz und gerade. Die Punktur des Kopfes ist im Vergleich zu den Männchen dichter und stärker. Der vordere Absturz des Halsschildes ist kurz und ohne beulenartige Auftreibungen. Auf dem gesamten Halsschild ist die Punktur ebenfalls stärker und dichter als beim Männchen.
Die Abgrenzung von Onthophagus taurus zur äußerst ähnlichen Art Onthophagus illyricus ist schwierig. Bei letzterer kommt deutlich häufiger ein bronzener bis grünlicher Metallschimmer auf Halsschild und Flügeldecken vor. Die Flügeldeckenzwischenräume sind stärker punktiert und die Flügeldecken sind auch oben fein behaart. Außerdem bestehen Unterschiede im Bau der männlichen Genitalien. Beide Arten kommen auch zusammen in einem Lebensraum vor und bilden gemeinsam die Untergattung Onthophagus s. str..

## Vorkommen
Die Art ist in Süd- und im südlichen Mitteleuropa häufig. Außerdem ist sie in Nordafrika, Vorder- und Zentralasien weit verbreitet. In Nordamerika wurde sie am Ende der 1960er Jahre versehentlich eingeschleppt und etablierte sich. Auch in Australien wurde sie eingeführt.

## Lebensweise

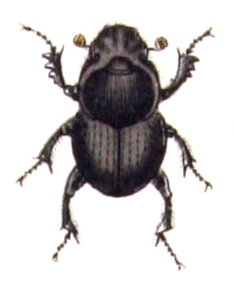
Onthophagus taurus (Zeichnung aus Calwer's Käferbuch), gehörntes Männchen

Zur Entwicklung benötigen die Larven von Onthophagus taurus Dung, bevorzugt von Pferden und Rindern. Auch die Imagines ernähren sich davon. In frischen Dunghaufen können sich mehr als 100 Individuen befinden. Die Weibchen graben Bruttunnel unter Dunghaufen und transportieren Teile des Dungs in den Stollen. Aus dem eingetragenen Dung werden Kugeln geformt und am Ende des Tunnels platziert. Dann wird in die Dungkugel eine kleine Eikammer gegraben in die ein einzelnes Ei gelegt wird. Die Eikammer wird verschlossen und das Ei dann sich selbst überlassen. Die gesamte Nahrung der Larve besteht aus der für sie geformten Dungkugel.
Obwohl die Weibchen den größten Anteil der Brutfürsorge übernehmen, kooperieren zumindest
die gehörnten Männchen mit ihnen und helfen den Dung einzutragen.
Die Hörner auf dem Halsschild der Männchen stellen sekundäre Geschlechtsmerkmale dar. Sie werden zu aggressiven Kämpfen um Zugang in die Bruttunnel der Weibchen eingesetzt. Die Kämpfe finden immer innerhalb der Tunnel statt. Dabei werden Kopf und Thorax nach unten gegen den Gegner gedrückt, der Hinterleib in die Höhe gehalten und mit den Beinen stützen sich die Tiere an den Tunnelwänden ab. Auf diese Weise können die Tiere das bis zu 1141-fache ihres eigenen Körpergewichtes bewegen. Verliert ein Tier den Halt, so wird es vom stärkeren Gegner entweder aus dem Tunnel raus geschoben oder in den Tunnel rein gedrückt, bis dieser breit genug ist, dass das stärkere Männchen über seinen schwächeren Konkurrenten klettern und ihn dann von unten aus dem Tunnel treiben kann. Die Länge der Hörner ist dabei Anzeiger für den Erfolg in Kämpfen – Männchen mit längeren Hörnern gewannen in Kämpfen signifikant öfter. Der Sieger ist Besitzer des Bruttunnels und darf sich mit dem Weibchen paaren. Gehörnte Männchen bleiben in der Regel bei einem Weibchen, bewachen es und helfen dabei den Bruttunnel fertigzustellen.
Eine andere Strategie betreiben die Männchen, die nur reduzierte oder gar keine Hörner besitzen. Sie halten sich versteckt am Eingang bereits besetzter Bruttunnel auf und schleichen sich in die Tunnel zu den Weibchen, wenn ihr Partner sich gerade außerhalb des Tunnels aufhält. Oder sie verstecken sich in dem manchmal stark verzweigten Bruttunnel-System und weichen so dem dominanten Männchen aus. Aufgrund der fehlenden Hörner bewegen sie sich deutlich geschickter als ihre gehörnten Konkurrenten. Die Paarung kann auch außerhalb des Bruttunnels stattfinden, wenn das Weibchen gerade Dung für die Brut sammelt. Auf diese Weise kommen auch kleinere Männchen zum Paarungserfolg. Diese Männchen helfen jedoch nur sehr selten bei der Brutfürsorge, sondern entfernen sich immer wieder vom Bruttunnel um weitere Paarungspartner zu finden.
Ob ein Männchen Hörner entwickelt oder nicht, hängt von der Ernährungssituation der Larve ab. Aufgrund der beiden unterschiedlichen Reproduktionsstrategien ist es aber sinnvoll für die Tiere entweder besonders große Hörner oder aber gar keine zu entwickeln. Daher sind Zwischenformen in freier Natur auch äußerst selten. Ab einer bestimmten kritischen Körpergröße werden Hörner entwickelt, darunter keine.
Vor der Paarung trommelt das Männchen mit seinen Vorderbeinen oben und auf die Seiten der Flügeldecken des Weibchens. Es hört erst auf bis sich das Weibchen in Paarungsposition begibt und die Kopulation beginnen kann. Die Kopulation dauert etwa ein bis zweieinhalb Minuten und wird in der Regel vom Weibchen durch Abstreifen des Männchens beendet.